# 이사철 (1411년)
이사철(李思哲, 1405년 ~ 1456년 12월 16일)은 조선 전기의 왕족 출신 문신, 정치인이다. 조선 태조의 이복형 영성대군(永城君) 이천계(李天桂)의 손자이다. 세종 집권기에는 집현전 학사의 한 사람으로 훈민정음의 창제를 보좌하였다.
1432년(세종 14) 임자식년시에 등제하여 집현전 학사로 활동하였으며, 홍문관 제학을 세 번 역임하였다. 세조의 측근으로 세조를 도와 계유정난에 참여한 공로로 정난공신 2등에 책록되고 견성군에 봉해졌으며, 1455년에는 단종의 손위를 도운 일로 좌익공신 2등에 책록되고 견성부원군(甄城府院君)에 봉군되었다. 세조 즉위 후 대광보국숭록대부 우의정과 좌의정을 지냈다.
생전에는 1455년 견성군(甄城君)에 봉군되었다가 부원군으로 진봉하였으며, 사후 1872년 다시 파성군(坡城君)으로 개봉되고, 종정경에 추증되었다. 본관은 전주이고, 자는 성지(誠之)이다. 시호는 문안(文安)이다.

## 생애

### 초기 활동
조선 태조의 사촌형 영성군(永城君) 이천계(李天桂)의 손자로, 아버지는 개국좌명공신으로 밀양군에 추증된 보국숭록대부 이조판서 이란이고, 어머니는 정경부인 증 부부인 파평윤씨로 제학 윤사우(尹師愚)의 딸이다. 형제로는 이양덕(李陽德), 이사명(李思明) 등이 있었다. 1432년(세종 14년) 식년문과에 병과로 급제하여 집현전 박사가 되고 1434년(세종 16)에 집현전 부수찬에 승진되었다. 이후 신숙주, 정인지, 성삼문, 김질 등과 함께 세종의 한글 창제를 보좌하였다.
1442년(세종 24) 사헌부장령, 사헌부 집의를 거쳐 지사간원사(知司諫院事)를 역임하고 이때에는 집현전 학사를 겸직하여 의방유취의 편찬에 편수관의 한 사람으로 참여하였다. 1443년 지중추원사 겸 종학 박사가 되었다. 그 해 지사간원사를 거쳐 승정원동부승지로 영전하여 우부승지, 좌부승지를 거쳐 1447년(세종 29) 좌승지, 도승지 등을 역임하였다. 승지로 재직 중 그는 <선원록>과 <종친록>의 개정과 수정을 맡아보았다.

### 정치 활동
1450년(세종 32년) 이조참판이 되고, 1451년(문종 1년) 예조판서로 승진하고, 이조판서를 역임하였다. 이후 수양대군의 편에 가담, 1453년(단종 1) 수양대군이 안평대군 일파와 김종서, 황보인 등 원로 대신을 제거하는 데 가담하였다. 계유정란이 성공하자 정난에 참여한 공으로 의정부좌찬성으로 승진하고, 정난공신 1등에 책록되었으며 견성군(甄城君)에 봉작되었다. 그해 집현전 대제학(集賢殿大提學) 지경연 성균관사(知經筵成均館事) 겸판예조사(兼判禮曹事)를 겸직하게 되었다.
이후 수양대군의 측근으로 활동하며 1455년(세조 1) 좌찬성에 임명되었다. 좌찬성으로 재직 중에는 함길도 도체찰사가 되어 함길도에 가서 주현 연혁의 편리 여부를 살펴보고 돌아왔다.

### 생애 후반
1455년 단종이 수양대군에게 양위할 때, 수선(受禪, 양위 작업)의 일에 적극 협력한 공으로 세조가 즉위하자 특별히 의정부우의정으로 승진되고 좌익공신 2등이 되었으며 견성부원군(甄城府院君)에 봉군되었다. 무재와 함께 문재도 갖췄던 그는 홍문관 제학을 세 번 역임하였다.
이어 세자부(世子傅)를 겸하고, 그해에 명나라에 파견되는 선위사(宣慰使)로 임명되어 연경에 다녀온 뒤 1456년(세조 2) 병으로 사직했다가 복직하였다. 그해 의정부좌의정이 되었다. 그는 체격이 크고 음식을 많이 들기로 유명했다고도 한다. 1456년 11월 병으로 사직하였고, 12월 16일에 사망하였다.

### 사후
바로 문안의 시호가 추서되었다. 장지는 경기도 양주군 발산 가마동 산 자좌원에 부인 최씨와 함께 합장되고, 세덕사에 배향되었다. 부인은 부부인 화순최씨(和順崔氏)로 찬성 최예(崔睿)의 딸이다. 1872년(고종 9)에 파성군으로 작위가 개봉되고 종정경에 추봉되었다.

## 같이 보기
- 이천계
- 이원계
- 계유정난
- 정난공신
- 집현전
- 훈민정음
- 좌익공신

## 사극
- 설중매 - 박인환
- 왕과 비 - 맹호림